# Rochester and Strood (circonscription du Parlement britannique)
Circonscription parlementaire de la Chambre des communes
La circonscription de Rochester and Strood est une circonscription parlementaire britannique, située dans le Kent, autour de la cité de Rochester et la ville de Strood.
Cette circonscription correspond pour la plupart à l'ancienne circonscription de Medway, qui fut renommée « Rochester and Strood » en 2010 pour éviter toute confusion avec l'autorité unitaire de Medway, créée en 1998. Elle était représentée à la Chambre des communes du Parlement britannique par Mark Reckless, du Parti conservateur jusqu'en 2014 quand il a démissionné après avoir déserté de l'UKIP.
Une élection partielle a eu lieu le 20 novembre 2014, quand Mark Reckless a gagné pour l'UKIP.
Elle est représentée à la Chambre des communes du Parlement britannique par Kelly Tolhurst, du Parti conservateur.

## Members of Parliament
| Élection | Élection                | Membre         | Membre | Parti        |
| -------- | ----------------------- | -------------- | ------ | ------------ |
|          | 2010                    | Mark Reckless  |        | Conservateur |
|          | Élection partielle 2014 | Mark Reckless  | UKIP   |              |
|          | 2015                    | Kelly Tolhurst |        | Conservateur |

## Élections

### Élections dans les années 2010
| Parti         | Parti                 | Candidat              | Voix   | %    | ±    |
| ------------- | --------------------- | --------------------- | ------ | ---- | ---- |
|               | Conservateur          | Kelly Tolhurst        | 31,151 | 60,0 | 5.1  |
|               | Travailliste          | Teresa Murray         | 14,079 | 27,1 | 8.9  |
|               | Libéral Démocrate     | Graham Colley         | 3,717  | 7,2  | 5.0  |
|               | Green                 | Sonia Hyner           | 1,312  | 2,5  | 1.0  |
|               | UKIP                  | Roy Freshwater        | 1,080  | 2,1  | 3.3  |
|               | Indépendant           | Chris Spalding        | 587    | 1,1  | New  |
| Majorité      | Majorité              | Majorité              | 17,072 | 32,9 | 14.6 |
| Participation | Participation         | Participation         | 51,926 | 63,3 | 1.8  |
|               | Conservateur maintien | Conservateur maintien | Swing  | 7.0  |      |

| Parti         | Parti                 | Candidat              | Voix   | %    | ±    |
| ------------- | --------------------- | --------------------- | ------ | ---- | ---- |
|               | Conservateur          | Kelly Tolhurst        | 29,232 | 54,3 | 10.2 |
|               | Travailliste          | Teresa Murray         | 19,382 | 36,0 | 16.2 |
|               | UKIP                  | David Allen           | 2,893  | 5,4  | 25.1 |
|               | Libéral Démocrate     | Bart Ricketts         | 1,189  | 2,2  | 0.2  |
|               | Green                 | Sonia Hyner           | 781    | 1,5  | 1.4  |
|               | Christian Peoples     | Steve Benson          | 163    | 0,3  | New  |
|               | Indépendant           | Primerose Chiguri     | 129    | 0,2  | New  |
| Majorité      | Majorité              | Majorité              | 9,850  | 18,3 | 4.7  |
| Participation | Participation         | Participation         | 53,840 | 65,1 | 3.0  |
|               | Conservateur maintien | Conservateur maintien | Swing  | 3.0  |      |

| Parti         | Parti                           | Candidat                        | Voix   | %    | ±    |
| ------------- | ------------------------------- | ------------------------------- | ------ | ---- | ---- |
|               | Conservateur                    | Kelly Tolhurst                  | 23,142 | 44,1 | 5.1  |
|               | UKIP                            | Mark Reckless                   | 16,009 | 30,5 | 11.6 |
|               | Travailliste                    | Naushabah Khan                  | 10,396 | 19,8 | 3.0  |
|               | Green                           | Clive Gregory                   | 1,516  | 2,9  | 1.3  |
|               | Libéral Démocrate               | Prue Bray                       | 1,251  | 2,4  | 1.5  |
|               | TUSC                            | Dan Burn                        | 202    | 0,4  | New  |
| Majorité      | Majorité                        | Majorité                        | 7,133  | 13,6 | 6.3  |
| Participation | Participation                   | Participation                   | 52,516 | 66,5 | 15.9 |
|               | Conservateur vainqueur sur UKIP | Conservateur vainqueur sur UKIP | Swing  | N/A  |      |

| Parti         | Parti                           | Candidat                        | Voix   | %    | ±    |
| ------------- | ------------------------------- | ------------------------------- | ------ | ---- | ---- |
|               | UKIP                            | Mark Reckless                   | 16,867 | 42,1 | New  |
|               | Conservateur                    | Kelly Tolhurst                  | 13,947 | 34,8 | 14.4 |
|               | Travailliste                    | Naushabah Khan                  | 6,713  | 16,8 | 11.7 |
|               | Green                           | Clive Gregory                   | 1,692  | 4,2  | 2.7  |
|               | Libéral Démocrate               | Geoff Juby                      | 349    | 0,9  | 15.5 |
|               | Monster Raving Loony            | Hairy Knorm Davidson            | 151    | 0,4  | New  |
|               | Indépendant                     | Stephen Goldsborough            | 69     | 0,2  | New  |
|               | People Before Profit            | Nick Long                       | 69     | 0,2  | New  |
|               | Britain First                   | Jayda Fransen                   | 56     | 0,1  | New  |
|               | Indépendant                     | Mike Barker                     | 54     | 0,1  | New  |
|               | Indépendant                     | Charlotte Rose                  | 43     | 0,1  | New  |
|               | Patriotic Socialist Party       | Dave Osborn                     | 33     | 0,1  | New  |
|               | Indépendant                     | Christopher Challis             | 22     | 0,1  | New  |
| Majorité      | Majorité                        | Majorité                        | 2,920  | 7,3  | N/A  |
| Participation | Participation                   | Participation                   | 40,065 | 50,6 | 14.3 |
|               | UKIP vainqueur sur Conservateur | UKIP vainqueur sur Conservateur | Swing  | N/A  |      |

| Parti         | Parti                                   | Candidat                                | Voix   | %    | ±   |
| ------------- | --------------------------------------- | --------------------------------------- | ------ | ---- | --- |
|               | Conservateur                            | Mark Reckless                           | 23,604 | 49,2 | N/A |
|               | Travailliste                            | Teresa Murray                           | 13,651 | 28,5 | N/A |
|               | Libéral Démocrate                       | Geoff Juby                              | 7,800  | 16,3 | N/A |
|               | Démocrates anglais                      | Ron Sands                               | 2,182  | 4,5  | N/A |
|               | Green                                   | Simon Marchant                          | 734    | 1,5  | N/A |
| Majorité      | Majorité                                | Majorité                                | 9,953  | 20,7 | N/A |
| Participation | Participation                           | Participation                           | 47,971 | 64,9 | N/A |
|               | Conservateur vainqueur sur Travailliste | Conservateur vainqueur sur Travailliste | Swing  | N/A  |     |